# Saint-Étienne – Bouthéon repülőtér
A Saint-Étienne – Bouthéon repülőtér (IATA: EBU, ICAO: LFMH) egy nemzetközi repülőtér Franciaországban, Saint-Étienne közelében. Éves utasforgalma 4179 fő .

## Futópályák
A repülőtér futópályái:
- 17/35 (2300 m, 45 m, aszfalt)

## Forgalom
Az utasforgalom az elmúlt években az alábbi módon változott:
| Utasok száma | 83 573 | 129 441 | 114 610 | 102 579 | 8517 | 108 707 | 148 674 | 155 818 | 5313 | 3305 |
|              | 1997   | 2000    | 2003    | 2005    | 2008 | 2011    | 2014    | 2016    | 2019 | 2022 |